# Proyecto FAMOUS

Area de estudio del Proyecto FAMOUS en la dorsal mesoatlántica

El Proyecto FAMOUS (Estudio Submarino del Medio Océano Francés-Americano, por sus siglas en inglés) fue la primera exploración científica marina realizada por sumergibles tripulados de un límite de placa tectónica divergente en una dorsal mediooceánica . Tuvo lugar entre 1971 y 1974, con un equipo multinacional de científicos que realizaron numerosos estudios submarinos en un área de la dorsal mesoatlántica a unos 700 kilómetros (378 nmi) al oeste de las Azores . Mediante el despliegue de nuevos métodos y equipos especializados, los científicos pudieron observar el fondo del mar con mucho más detalle que nunca. El proyecto logró definir los principales mecanismos de creación del valle de rift central en la Dorsal mesoatlántica y ubicar y mapear la zona de acreción de la corteza oceánica .

## Área de estudio
El área de estudio del Proyecto FAMOUS estaba ubicada en una sección de la dorsal mesoatlántica a unos 700 kilómetros (378 nmi) al oeste de las Azores ( São Miguel ) a 36° 50' de latitud norte. Incluye un valle central o valle de rift de 30-32 km (16,2-17,3 nmi) de ancho en la cresta de la dorsal mesoatlántica. Dentro del valle central se encuentra el límite actual entre las placas tectónicas de América del Norte y África. El suelo del valle de rift tiene una profundidad de 2400-2500 m (7874,0-8202,1 pies) y de 1 a 3 km (0,5 a 1,6 nmi) de ancho y las montañas que delimitan el rift están a una profundidad de alrededor de 1300 m (4265,1 pies), o alrededor de 1 km (3280,8 pies) por encima del suelo. El valle del rift tiene 40 km (21,6 nmi) de largo y está desplazado hacia el este en el norte en la Zona de fractura A; en el sur, se desplaza hacia el oeste en la zona de fractura B.

## Metodología

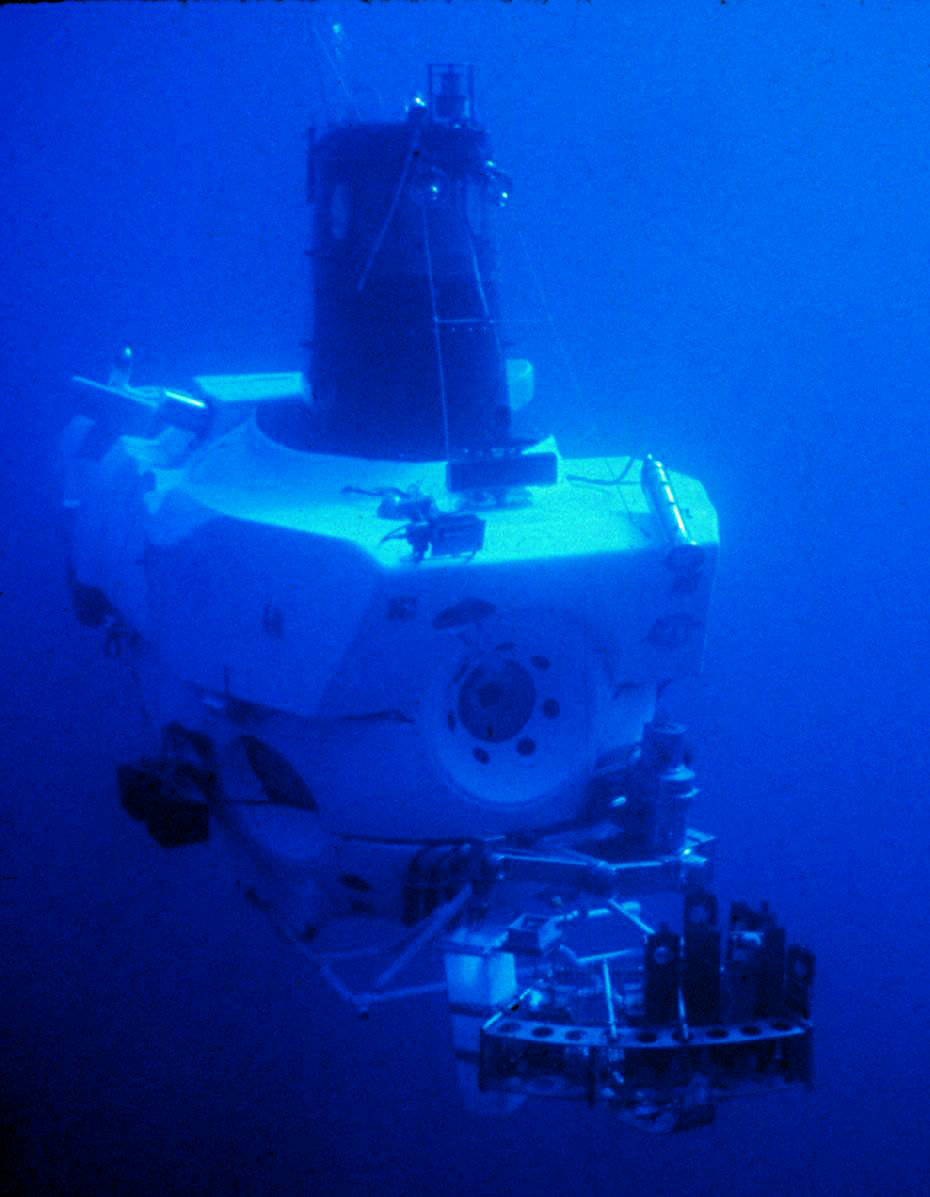
Sumergible ALVIN de la Institución Oceanográfica de Woods Hole en 1978

Un obstáculo importante en los estudios marinos fue el uso de ecosondas con un haz de transmisión amplio, que difumina los detalles de las características del fondo marino. Se pensaba que el proceso de acumulación o creación de la corteza tenía lugar en unos pocos kilómetros de ancho del fondo marino, que estaba por debajo de la resolución de las ecosondas de los barcos. Por lo tanto, se emplearon enfoques cercanos al fondo y en el fondo junto con nuevas herramientas de mapeo de sonar. Las investigaciones incluyeron magnetismo aerotransportado, sonar de superficie avanzado para barcos, y mediciones geofísicas, sismología, instrumentos de arrastre profundo, fotografía de fondo de gran formato, instrumentos fijos en el fondo, e inmersiones en el fondo con sumergibles tripulados de investigación en el rift de la dorsal mesoatlántica. La Institución Oceanográfica Woods Hole (WHOI) en Massachusetts proporcionó barcos de superficie y el sumergible ALVIN; los franceses proporcionaron barcos de superficie y el batiscafo Archimède y el sumergible Cyana. Los británicos llevaron a cabo estudios de sonar de barrido lateral y experimentos sísmicos en el fondo. Las instituciones principales fueron el WHOI y el Instituto Francés para la Investigación del Océano (IFREMER) de Brest, Francia. Los líderes del proyecto fueron James Heirtzler, Claude Riffaud y Xavier Le Pichon .

Detalle de batimetría en área FAMOUS

### Retos del proyecto
En los años 1960, los científicos canadienses habían empezado un estudio detallado de la dorsal mesoatlántica a una latitud de 45° N que incluyeron múltiples expediciones con barcos de superficie. Con el proyecto FAMOUS localizado en la dorsal en latitudes más clementes alrededor 37° N, se llevaron a cabo más de veinte expediciones dentro de un proyecto coordinado y multinacional durante cuatro años, entre 1971 y 1974. Se realizaron reuniones bilaterales una vez que se completaron las expediciones. Las características operacionales únicas del Proyecto FAMOUS, incluido el uso ecosondas de banda ancha y multibanda de nuevo desarrollo junto con instrumentos remolcados en profundidad y sumergibles tripulados para conseguir un nuevo y más preciso nivel de resolución de la dorsal. El uso de navegación con satélites Transit resultó clave para conseguir un mapeo detallado, en un tiempo anterior al desarrollo del sistema GPS. Esto se mejoró con el uso de transpondedores acústicos situados en barcos, instrumentos y sumergibles. Además del enfoque que utilizaba instrumentos con creciente resolución detallada, los buzos fueron entrenados para reconocer el terreno volcánico que podrían encontrar gracias a ejercicios de entrenamiento llevados a cabo en Islandia y Hawái. La cabina presurizada del sumergible ALVIN fue también especialmente mejorada para permitirle alcanzar las grandes profundidades del valle de rift. En total, se completaron cuarenta y cuatro inmersiones con los tres sumergibles durante las temporadas de 1973 y 1974.

## Principales resultados
El Proyecto FAMOUS representó un nuevo enfoque experimental de la geología del fondo marino y se consideró un logro técnico importante en ese momento. La demostración de la viabilidad de las observaciones del fondo marino mediante sumergibles hizo posible los descubrimientos posteriores de respiraderos hidrotermales en el centro de expansión de Galápagos y en la dorsal del Pacífico Oriental a 21° N.
El proyecto logró definir la morfología y la estructura del centro de expansión o valle central del rift junto con la localización de la zona de acreción de la corteza en el fondo del valle central. A gran escala, el mapeo por sonar y los levantamientos con instrumentos de arrastre profundo encontraron que el valle central tiene una forma asimétrica con las montañas del rift en el oeste a alrededor de 11 km de la parte más profunda del fondo del valle, y los del este a unos 20 km de ella. Este hallazgo indicó que la expansión del lecho marino aquí no es la misma a ambos lados del lecho del valle como podría esperarse con la idea más simple del proceso. En cambio, la tasa calculada es de 7 mm/año al oeste y 13,4 mm/año al este. Los levantamientos de mayor resolución pudieron establecer que el valle central está formado por fallas y no por vulcanismo. En el área FAMOUS, el valle central muestra cuatro provincias: las paredes exteriores del valle, que son fallas normales con movimientos verticales que bordean las montañas del rift; una terraza mayormente llana de ancho variable debajo de estos muros; paredes internas hasta el fondo del valle que también son fallas normales, y el valle central relativamente estrecho o el fondo del valle de rift en el punto más profundo. Las alturas de las montañas del rift disminuyen lejos del valle central por sistemas adicionales de fallas que disminuyen en lugar de aumentar el relieve. 
Instrumentos geofísicos remolcados en profundidad exploraron el fondo del valle de rift donde se llevaron a cabo la mayoría de las inmersiones. Estos esfuerzos observaron la zona de acreción de la corteza alineada a lo largo del centro del fondo del valle. En el fondo del valle del área FAMOUS, la zona de acreción está marcada por varias colinas volcánicas bajas y alargadas de unos 100 a 250 m de altura y 1 a 2 km de largo. Estas se hallan bordeadas por un terreno fisurado donde la corteza está agrietada. Los buzos observaron que estos cerros están construidos principalmente de lavas almohadilladas sin cubierta de sedimentos, lo que indica que son nuevas o jóvenes. El sedimento cubre la mayor parte del fondo del valle interior lejos de estas colinas, lo que indica que no se está produciendo una acumulación más allá de las colinas. Los modelos conceptuales sugieren que el vulcanismo dentro del fondo del valle es cíclico o episódico, con actividad volcánica recurrente cada 5.000 a 10.000 años. La sismicidad constante de fondo observada infiere que las fallas son continuas y en proceso.
En las zonas de fractura exploradas por inmersiones e instrumentos de arrastre profundo, se encontraron zonas de cizallamiento de pocos metros de ancho. Estas marcan las fallas de transformación entre centros de expansión adyacentes y valles de rift. Dado que las zonas de fractura son de hasta 10 km de ancho en algunos lugares, esta observación indica que la zona de corte o falla transformante migra con el tiempo dentro de la propia zona de fractura. Las zonas de fractura limítrofes, A y B, no son ortogonales ni perpendiculares al valle del rift como se espera para las fallas de transformación y las conexiones de la dorsal. Esto ha llevado a la idea de que la expansión aquí es oblicua a la tendencia del valle del rift. Sin emabargo, las observaciones cercanas al fondo y en el fondo encuentran que las zonas de cizallamiento estrechas están de hecho en ángulos rectos con la tendencia del valle del rift, como lo requeriría la tectónica de placas. 
La observación de fallas y fracturas generalizadas de la corteza indicó que el centro de expansión estaba bajo tensión, revelando así que la fuerza impulsora del movimiento de las placas era por estiramiento en lugar de un por empuje del manto inferior.
Estas observaciones de la arquitectura del valle central, de las fallas transformantes de la zona de fractura y de la zona de acreción de la corteza, marcan los primeros datos verificados sobre el terreno de los límites de las placas en un centro de expansión de velocidad lenta.